# طنة هاواي
طنة هاواي (الاسم العلمي: Tonna hawaiiensis) هي نوع من الحيوانات يتبع جنس الطنة من الفصيلة الطنية.